# 小米8 SE
小米8 SE是小米於2018年5月31日在深圳大運中心體育館發布的智能手機。採用了高通驍龍710處理器、5.88吋2244×1080分辨率的AMOLED屏幕、4GB／6GB的RAM、64GB／128GB的ROM、系统为基于Android 8.1的MIUI 10。

## 外部連結
- （简体中文）小米8 SE（页面存档备份，存于）